# Nina Lobova
Nina Lobova (ucraïnès: Ніна Романівна Гецко-Лобова)  (Zestaponi, 20 de juliol de 1957), de casada Hetsko, és una jugadora d'handbol ucraïnesa, ja retirada, que va competir sota bandera soviètica entre les dècades de 1970 i 1990. Jugava de porter.
El 1976 va prendre part en els Jocs Olímpics de Montreal, on guanyà la medalla d'or en la competició d'handbol. En el seu palmarès també destaca una medalla d'or en el Campionat del món d'handbol de 1982. A nivell de clubs jugà bona part de la seva carrera a l'HC Karpaty Uzhhorod d'Ucraïna, per posteriorment jugar a Hongria, Islàndia i Iugoslàvia.
Una vegada retirada fou escollida presidenta de la Federació d'Handbol de Transcarpàcia i membre del presídium de la Federació Ucraïnesa d'Handbol.